# Léon Étienne Tournes

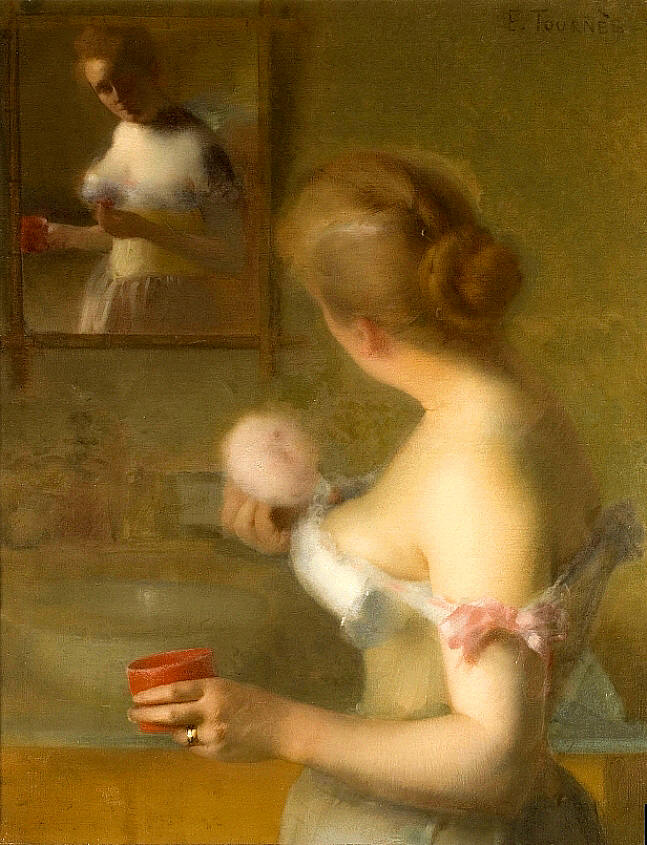
La Toilette, por Étienne Tournes (1875).

Léon Étienne Tournes (Seix, Ariège, 1855 - Paris, 1931) foi um pintor francês. Nascido no sul do país, na região de Sul-Pirenéus, mudou-se ainda jovem para Paris, a fim de estudar na École Nationale Supérieure des Beaux-Arts. Nesta instituição, tornou-se aluno de Alexandre Cabanel, por quem foi fortemente influenciado. De 1878 em diante, participou de diversas edições do Salon des Artistes Français e do Salon de la Société Nationale des Beaux-Arts.
Pintou sobretudo naturezas-mortas, cenas do cotidiano, retratos e nus femininos. Esporadicamente, abordou obras de temática histórica (Centenário da tomada da Bastilha). Nas obras da maturidade, dedicou-se, de forma bem sucedida, a representar a intimidade feminina, em ambientes modestos ou opulentos interiores burgueses: mulheres dormindo (Nu feminino de bruços, Museu de Orsay), lendo (A leitura, coleção particular), ou fazendo a toalete diária (Após o banho, Museu do Louvre). Predominam nestas obras os tons de bege e marrom, em ambientes fechados, escuros, quase opressivos, aproximando-se em alguma medida da suavidade e delicadeza da estética impressionista de princípios do século XX.
Pintor bem sucedido em sua época, bastante solicitado pela elite parisiense, Étienne Tournes é pouco conhecido pelo público contemporâneo e sua produção pictórica permanece relativamente ignorada pelo mercado de arte. Não obstante, suas obras integram diversas coleções particulares e acervos de museus franceses e internacionais. Foi um dos destaques da exposição Pintura e sociedade no tempo dos impressionistas, sediada no Museu de Belas Artes de Bordéus entre dezembro de 2007 e abril de 2008. No Brasil, a Pinacoteca do Estado de São Paulo conserva duas de suas naturezas-mortas: Aspargos e Peixes vermelhos.